# Vlag van de Noordse Raad
De vlag van de Noordse Raad  is een symbool dat is gekozen om de Noordse samenwerking te vertegenwoordigen, met name binnen de Noordse Raad en de Noordse Raad van Ministers. De huidige vlag werd voor het eerst werd aangenomen in 2016, en is afgeleid van het originele vlag uit 1984, ontwerp van Kyösti Varis, een Finse grafisch ontwerper. De Noordse zwaan in het midden van de vlag symboliseert vertrouwen, integriteit en vrijheid in relatie tot de vijf lidstaten en drie autonome regio's van de Raad.
|  |  |